# José Manuel Collado y Parada
José Manuel Collado y Parada, i marqués de La Laguna, (San Sebastián, 1 de enero de 1792 -Madrid, 11 de diciembre de 1864) fue un político español.

## Biografía
Afiliado en términos políticos al Partido Progresista, el 30 de julio de 1854 se le nombró ministro de Hacienda. Más tarde sería ministro de Fomento y Ultramar. Por sus servicios le fue otorgado por Isabel II el título de marqués de La Laguna con Grandeza de España en el año 1862. Fue además caballero de la Orden de Carlos III y también de la Orden de Alcántara.